# Білець
Білець – міра об’єму, близька до кварти (близько 1 літра). Була поширена на території Волині і Наддніпрянської України в XIV – середині XVII століття. Служила для вимірювання  об’єму меду та горілки.